# Выборы главы администрации Еврейской автономной области (1996)
Первые выборы главы администрации Еврейской автономной области прошли в Еврейской автономной области 20 октября 1996 года в период выборов глав регионов. Победу во всех районах региона одержал действующий глава администрации Еврейской автономной области, член Совета политического движения «Наш дом — Россия» Николай Волков, который набрал 70 % голосов избирателей.

## Проведение
14 декабря 1991 года указом президента РСФСР Бориса Ельцина первым главой администрации Еврейской автономной области был назначен Николай Михайлович Волков, занимавший должность депутата Совета народных депутатов Еврейской АО и начальника объединения «Биробиджанагропромстрой».
16 августа 1996 был издан указ президента России «О выборах главы исполнительной власти Еврейской автономной области» о назначении даты выборов на 20 октября 1996 года. Первоначально на пост главы администрации автономной области было выдвинуто 5 кандидатов, однако собрать необходимое для регистрации число подписей избирателей удалось только двум кандидатам — действующему главе региона Николаю Волкову и заместителю директора внешнеэкономической фирмы «Дальагропромэлектро» Сергею Лескову.
В период подготовки и проведения выборов Волкова поддерживал специально созданный по инициативе партии «Наш дом — Россия» избирательный блок, объединявший все общественно-политические силы в регионе — среди них были областные отделения НДР, КПРФ, ДПР и «Яблока». Стратегия и тактика всей избирательной кампании определялась штабом Волкова и по согласованию с блоком реализовывалась. Исходными принципами блока при ведении избирательной кампании являлись: максимальная консолидация и компромисс со всеми общественно-политическими силами области, открытость действий по раскрытию имиджа кандидата как человека дела, честного политика и грамотного руководителя. В ходе избирательной кампании блок «В поддержку Волкова» использовал такие агитационные технологии, как «От двери к двери», «Скамейка у подъезда», «Телефонный обзвон избирателей», уделялось внимание праздничным датам предвыборного периода. Максимально использовались печатные и электронные средства массовой информации. Так, в областных и районных газетах было опубликовано около 200 материалов в поддержку Николая Волкова, большинство из них составляли письма от избирателей.
Явка избирателей Еврейской автономной области на выборах 1996 года была выше 42 %. Наибольшая активность была отмечена в Биробиджанском районе, где проголосовало 68,69 % избирателей. Наиболее высокая поддержка у Николая Волкова была в Биробиджане и Биробиджанском районе, где он получил 74,13 % и 73,13 % голосов соответственно.

## Кандидаты
| Кандидат                           | Деятельность/должность (на момент выдвижения)                         | Субъект выдвижения                             | Статус              |
| ---------------------------------- | --------------------------------------------------------------------- | ---------------------------------------------- | ------------------- |
| Николай Михайлович Волков          | действующий глава администрации Еврейской автономной области          | Избирательный блок «В поддержку Н. М. Волкова» | зарегистрирован     |
| Валентин Николаевич Козлов-Бирский | глава регионального отделения партии «Демократическая партия России»  | Демократическая партия России                  | отказ в регистрации |
| Сергей Петрович Лесков             | заместитель директора внешнеэкономической фирмы «Дальагропромэлектро» | выдвинут группой граждан                       | зарегистрирован     |

## Результаты
| Место                       | Место                       | Кандидат                    | Голосов | %       |
| --------------------------- | --------------------------- | --------------------------- | ------- | ------- |
|                             | 1.                          | Николай Волков              | 40 758  | 70,09 % |
|                             | 2.                          | Сергей Лесков               | 9467    | 16,28 % |
| Против всех                 | Против всех                 | Против всех                 | 6688    | 11,5 %  |
| Действительных бюллетеней   | Действительных бюллетеней   | Действительных бюллетеней   | 56 913  | 97,87 % |
| Недействительных бюллетеней | Недействительных бюллетеней | Недействительных бюллетеней | 1237    | 2,13 %  |
| Всего                       | Всего                       | Всего                       | 58 150  | 100 %   |
| Общее число избирателей     | Общее число избирателей     | Общее число избирателей     | 137 389 |         |

### Комментарии
1. ↑  Состав:

 ·      «Наш дом — Россия»
 ·      Партия российского единства и согласия
 ·      КПРФ
 ·      Аграрная партия России
 ·      «Яблоко»
 ·      Областная федерация профсоюзов
 ·      Союз женщин ЕАО
 ·      Общественное движение «Союз труда»
 ·      Областной Совет ветеранов войны и труда, Вооружённых Сил и правоохранительных органов